# Microrregión de Parintins
La microrregión de Parintins es una de las microrregiones del estado brasilero de Amazonas perteneciente a la mesorregión del Centro Amazonense. Está dividida en siete municipios.
- Datos: Q2050236